# 釋一行
釋一行禪師（1926年10月11日—2022年1月22日），俗名阮春寶，出生於越南中部的承天順化省，越南臨濟宗(Lâm Tế tông)第四十二代、越南臨濟宗了觀禪派第八代傳燈。
他是國際現代著名的佛教禪宗僧侶、作家、詩人、學者暨和平主義者，也是入世佛教的主要提倡者。在越戰期間，被迫流亡海外，長居法國南部多爾多涅省泰納克的「梅村正念修習中心」，直迄2005年才首度獲准回國參訪。

## 姓名

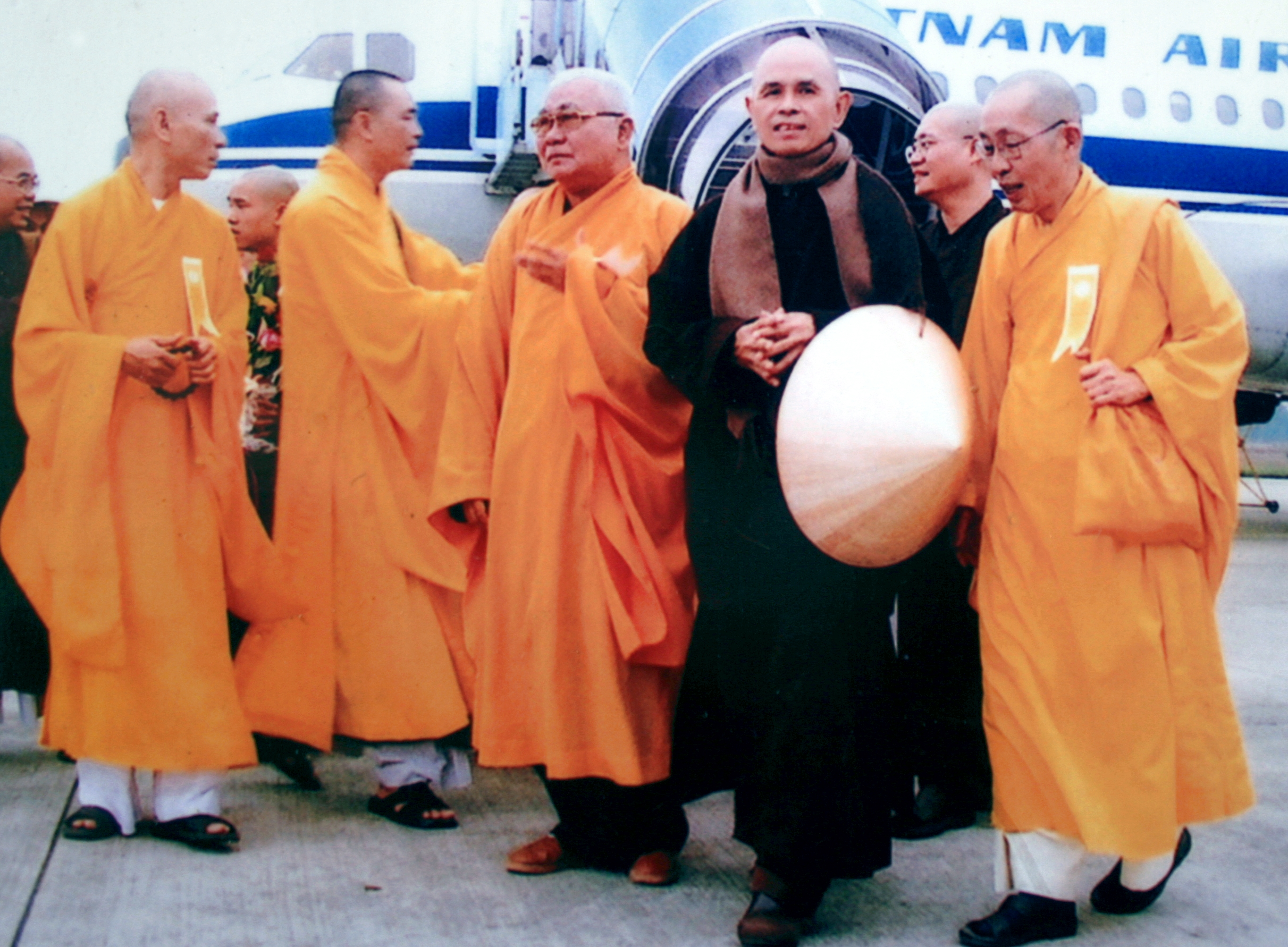
2007年越南行，時年80歲的一行禪師（佩戴圍巾者）在富牌國際機場

一行禪師的越南名中的姓氏 「釋」（Thích' (釋) 源於「釋迦」（「Thích Ca」或「Thích Già」）。這個傳統源自漢傳佛教，所有的東亞佛教出家眾都使用這個姓氏，代表放下世俗家庭職責，以全身修學佛法，荷擔如來家業。漢傳佛教傳統中，僧眾會依序有法名、法字及法號。首先是法名，皈依三寶時由皈依證授師所給予。一行禪師的法名是「澄光」（Trừng Quang）。法字於出家受戒時給予。一行禪師法字為「逢春」（Phùng Xuân）。法號則為弟子及公眾尊稱，「一行」（Nhất Hạnh）為禪師法號。
一行禪師常被學生稱為「偨」（thầy），為越南固有詞對男性上位者的敬稱，又有稱為「偨一行」（Thầy Nhất Hạnh）。越南佛教大乘傳承的僧眾都能用「thầy」此敬語。越南佛教男出家眾會被尊稱為 thầy tu 意指「僧侶」，而女出家眾會被尊稱為「師姑」（sư cô）或「師婆」（sư bà）。在梅村網站的越南語版本裡，禪師被稱為「禪師一行」 （Thiền Sư Nhất Hạnh） 。

## 生平

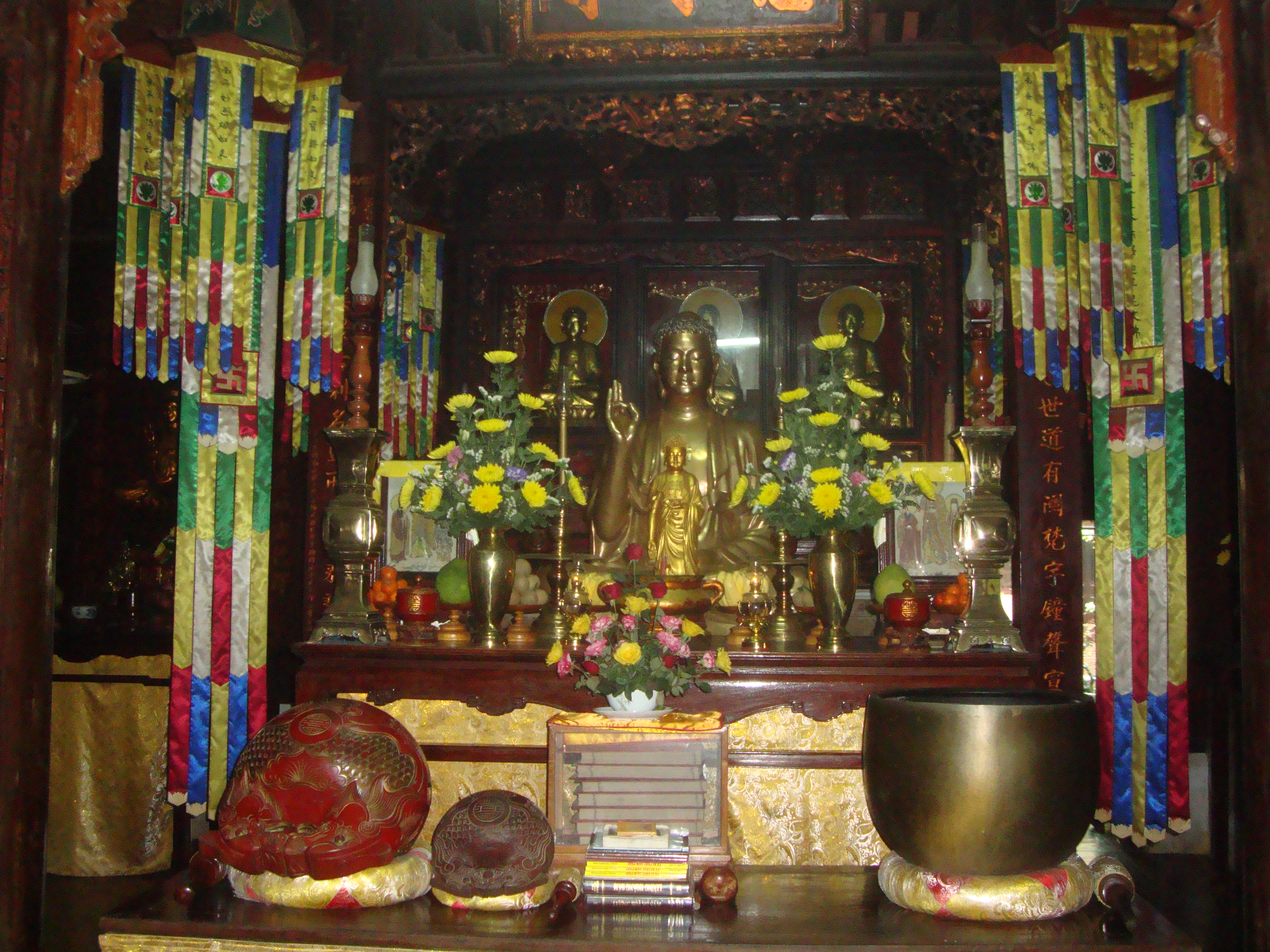
慈孝寺佛堂

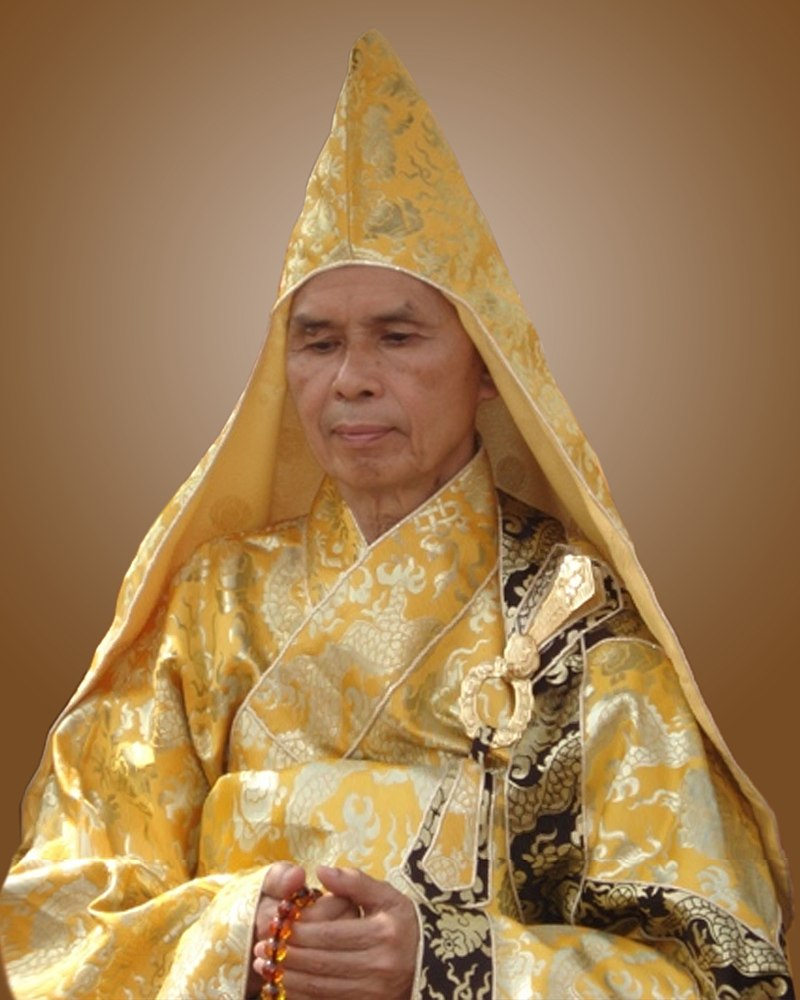
越南臨濟宗第四十二代法嗣

一行禪師出生於1926年越南中部的承天順化省，16歲出家，依止順化慈孝寺真寔禪師。一行禪師從中越「報國寺佛學院」修學畢業，學習大乘教理及越南禪宗修持，並於1949年受具足戒成為比丘。1966年5月1日，一行禪師於赴美呼籲和平、停止越戰的十日前，受剃度恩師真寔禪師傳燈，印可為臨濟禪宗第42代暨越南了觀禪派第8代法嗣，予以慈孝寺住持名涵。
1956年，一行禪師被提名為「越南統一佛教會」出版刊物《越南佛教》的總編輯。隨後幾年，他陸續成立了Lá Bối出版社、西貢的萬行佛教大學，以及一組中立的佛教維和團隊－青年社會服務學院（縮寫為SYSS），越戰時，旨在於進入鄉間建立學校、醫療診所、協助重建村莊。
一行禪師此時被認證為佛法導師（dharmacharya），足以擔當慈孝寺住持。1966年5月1日，他在慈孝寺從受真寔禪師「傳燈」，為佛法導師（dharmacharya）。

### 越戰期間
1960年，一行禪師得到普林斯頓大學提供的獎學金，赴美攻讀宗教比較學，之後又在哥倫比亞大學教授佛學課程，並持續呼籲反戰，希望美軍能退出越南。那段期間他也精讀了法文、中文、梵文、巴利文和英文。1963年，他回到越南協助他的同胞僧眾推動非暴力和平運動。
一行禪師同時也在萬行佛教大學教授佛教心理學和般若。1965年4月的一場會議中，萬行聯盟的學生發表了和平籲求聲明，宣稱：「為幫助所有越南人民實踐和平生活、互相尊重，現在是南北越尋求停戰的時候了。」不久，一行禪師前往美國，留下真空法師主理SYSS。萬行佛教大學則被一名不希望與一行禪師及SYSS再有任何瓜葛的校長接管，他甚至還指控真空法師是共產黨員。至此，SYSS除面臨了資金短缺，還得面對來自成員的攻擊。儘管困難重重，SYSS仍堅持在不選邊站的前提下協助因戰爭流離失所的越南村民重建家園。
1966年，一行禪師飛回美國主持康乃爾大學的越南佛教座談會，一邊接續他的反戰工作。1965年，他寫了一封信給馬丁·路德·金恩，標題是「尋找人類的敵人」。待在美國這段期間，一行禪師實際求見了金恩博士，催促他公開譴責美國干涉越戰。1967年，金恩博士在紐約市的河濱教堂發表了一篇著名演說，首次公開質疑美國涉入越南事務。隔年，金恩博士提名一行禪師為1967年的諾貝爾和平獎候選人。他說：「就我個人而言，我還沒認識其他比這位溫和的越南僧人更配得這個獎項的人。若運用了他的和平理念，將可為普世教會合一運動、為四海之內的兄弟情誼、為人性建立起一座紀念碑。」雖然金恩博士公開為一行禪師站台，並「強力要求」委員會頒獎給他，但此舉實際上違反了諾貝爾的傳統和協議。委員會那年未頒出和平獎。
1969年，一行禪師代表佛教和平使節參與巴黎和平對談。1973年，簽署巴黎和平協約，越南政府取消了他的護照，拒絕讓他回到越南，一行禪師流亡法國，此後長期在海外活動，無法回國。1976年到1977年間，大量越南船民流亡海外，一行禪師曾率領學生參與難民救援，盼能幫助那些流亡至泰國灣的越南船民。

### 建立「接現同修」

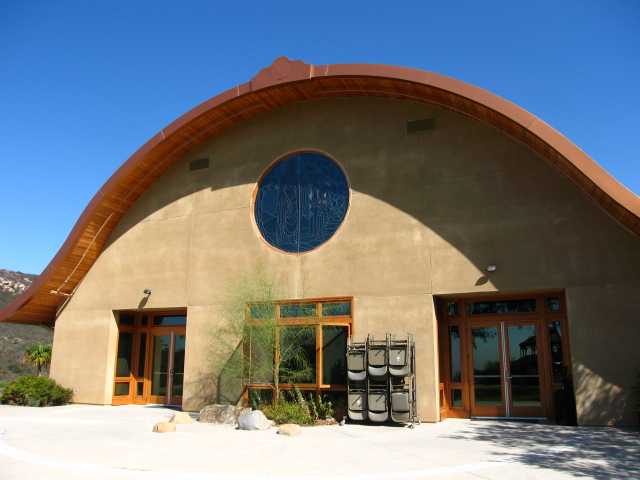
加州的鹿苑寺

接著，一行禪師在1966年創立了接現同修。他為僧俗二眾，將五戒及菩薩戒與當代生活呼應，教導五項正念修習和十四項正念修習，以破執(phá chấp)、實證(thực chứng)、契機(khế cơ)、方便(Phương tiện)為精神。1969年，一行禪師在法國創立了統一佛教會（非屬越南統一佛教會）。
流亡巴黎期間，禪師獲聘於索邦高等研究應用學院（Sorbonne École Pratique des Hautes Études）教授越南佛教歷史，並賺取每月一千法郎。作為一名教授，他可以接觸法國國家圖書館的大量佛教手稿收藏，並發現到有關康僧會禪師（Tăng Hội）詳細生平的罕見文獻。康僧會祖師是大乘佛教的開拓者，又融合早期佛教的禪修經典，包括《安般守意經》，將佛教從越南(交趾)傳至中國(建業)。發現如此重要的早期越南大師著作，是一個深刻的靈感來源，亦奠定了一行禪師教導的禪法。他回憶：「發現這些經典時，我感覺自己是世上最幸福的人。」
1975年，他成立了甘薯社群。該中心持續擴增，到了1982年，他和弟子真空法師創建梅村正念修習中心－一所位處南法多爾多涅省的寺院暨禪修中心。統一佛教會是法國梅村、紐約碧巖寺、加州鹿苑寺、密西西比貝茨維爾 (密西西比州)的木蘭道場，以及德國瓦爾德布勒爾的歐洲應用佛學研究所等機構之合法監管單位。
他也在越南建立了兩座寺院，一間在順化市附近慈孝寺原址，一間是中部高地的般若寺。一行禪師及接現同修也在美國建立了寺院和佛法中心，即埃斯孔迪多的鹿苑寺，而佛蒙特的楓林寺和青山道場在2007年關閉，分別搬到紐約Pine Bush和密西西比，更名為碧巖寺和木蘭道場。寺院全年大部份時間都對外開放，持續為在家眾提供禪修課程。接現同修也為特定的在眾團體辦理禪修活動，諸如家庭、青少年、退伍軍人、演藝人員、國會議員、執法人員及有色人種等。此外，一行禪師還分別在2005年和2007年於洛杉磯帶領和平遊行。
一行禪師的知名學生有：真空法師、納許維爾正念中心創建者Skip Ewing、作家兼教師娜妲莉·高柏、Upaya研修中心創辦人喬安·荷里法斯、環保人士Stephanie Kaza、作家Noah Levine、禪師暨作家Albert Low、環保人士暨作家Joanna Macy、龍之夢（Dragon Dreaming）協創人John Croft、法師暨Manzanita Village禪修中心協創人Caitriona Reed、作家暨德里高等法院首席大法官Leila Seth，以及房地產開發商暨一行禪師多本著作的編輯Pritam Singh。

### 回到越南

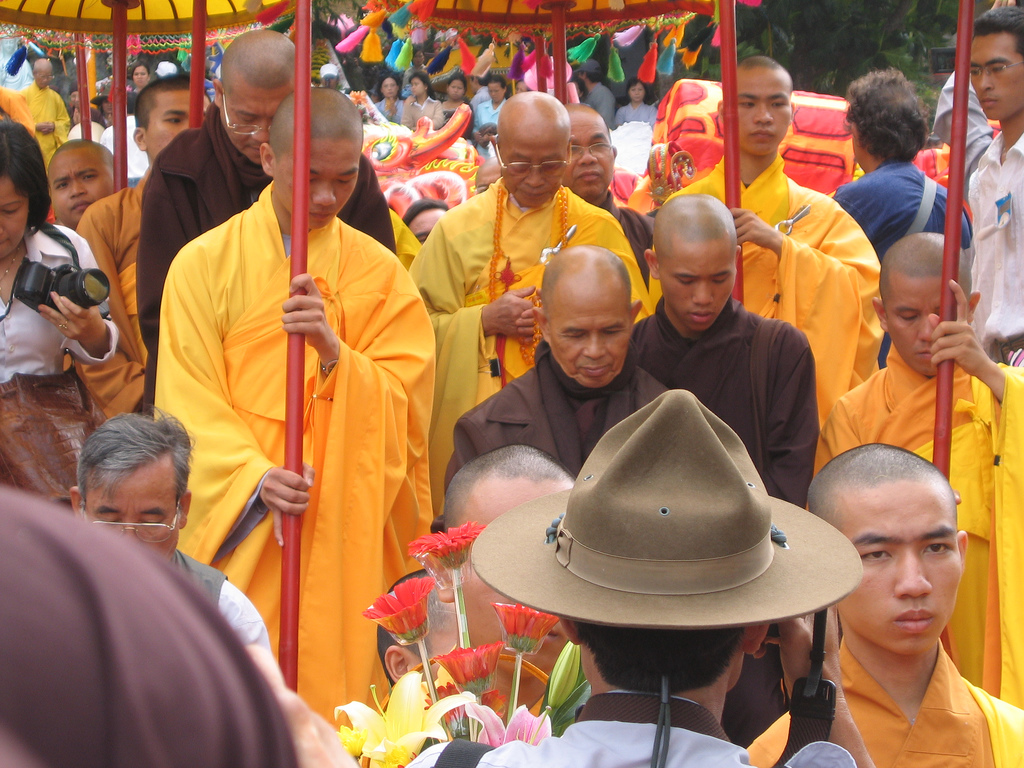
2007年訪越，一行禪師在峴港市某儀式場合

2005年，經過了漫長的協商過程，一行禪師獲得越南政府批准歸國訪視，得以在越南從事教學活動、出版他的四本著作、偕同僧團的出家和在家眾在境內移動，包括禪師祖庭順化市慈孝寺。此行並非毫無爭議。代表「越南統一佛教會」致函越南政府的釋圓定（Thich Vien Dinh）籲請一行禪師發表對抗越南政府妨礙宗教自由的聲明。釋圓定害怕此行恐被越南政府用於宣傳目的，等於是對外宣稱越南的宗教自由已有起色，但事實正相反。
儘管爭議未解，一行禪師仍於2007年再度重返闊別多年的越南，與此同時，被越南政府取締的「越南統一佛教會」（UBCV）仍有兩名高層人士受到軟禁。統一佛教會稱禪師的參訪活動形同背叛，此舉象徵他願意和那些壓迫宗教人士的敵手合作。UBCV的發言人武文愛（Võ Văn Ái）表示：「我相信一行禪師的參訪受到河內政府操弄，越南方面試圖隱藏他們對統一佛教會的壓迫，製造宗教自由的假象。」梅村網站則表明禪師於2007年的重返越南之行有三個目標：其一，支持僧團內的新成員；其二，籌辦「超渡法會」、撫慰越戰遺留至今的傷痛；其三，帶領僧俗禪修。超渡法會又名「水陸法會」，越南官方對此表示反對，聲稱法會「一視同仁」地超渡南越和美國軍人，不成體統。經過妥協後，一行禪師同意將「超渡」易名為「安魂祈福」。

### 其他
2014年，聖公會、天主教、正教會的主要領導人，以及猶太教、穆斯林、印度教和佛教領導人連署承諾對抗現存的奴隸制；他們簽署的聲明呼籲在2020年前消弭奴隸制及人口販子。真空法師為一行禪師的代理人。

### 健康
2014年11月，一行禪師嚴重腦出血被送到醫院搶救。經過幾個月的療養，禪師獲准踏出波爾多大學醫院的中風康復診所，他在那裡充分享有出去走動、坐在樹下聆聽鳥鳴、飲啜一杯茶，沉浸在鐘聲中的「復健」。迄2015年4月份為止，一行禪師都住在梅村裡，僧院的隨從、醫生和護士仍持續幫他做輕偏癱的復健，目標是增進他的吞咽及演講能力。2015年7月11日為止，禪師都在舊金山加速復元，UCSF醫療中心為他設計了一套積極康復計畫。
2017年，一行禪師回到越南顺化静养，直至圆寂。

### 逝世
2022年1月22日，由一行禪師創建的梅村正念中心發表聲明，公佈一行禪師已於當天在越南順化慈孝寺「安詳圓寂」，享耆壽95歲。肉身于农历辛丑年腊月二十七（2022年1月29日）荼毗。

## 法門
一行禪師結合原始佛法、大乘義理、禪宗風格，以及西方心理學，開創貼合現代社會的正念修習。

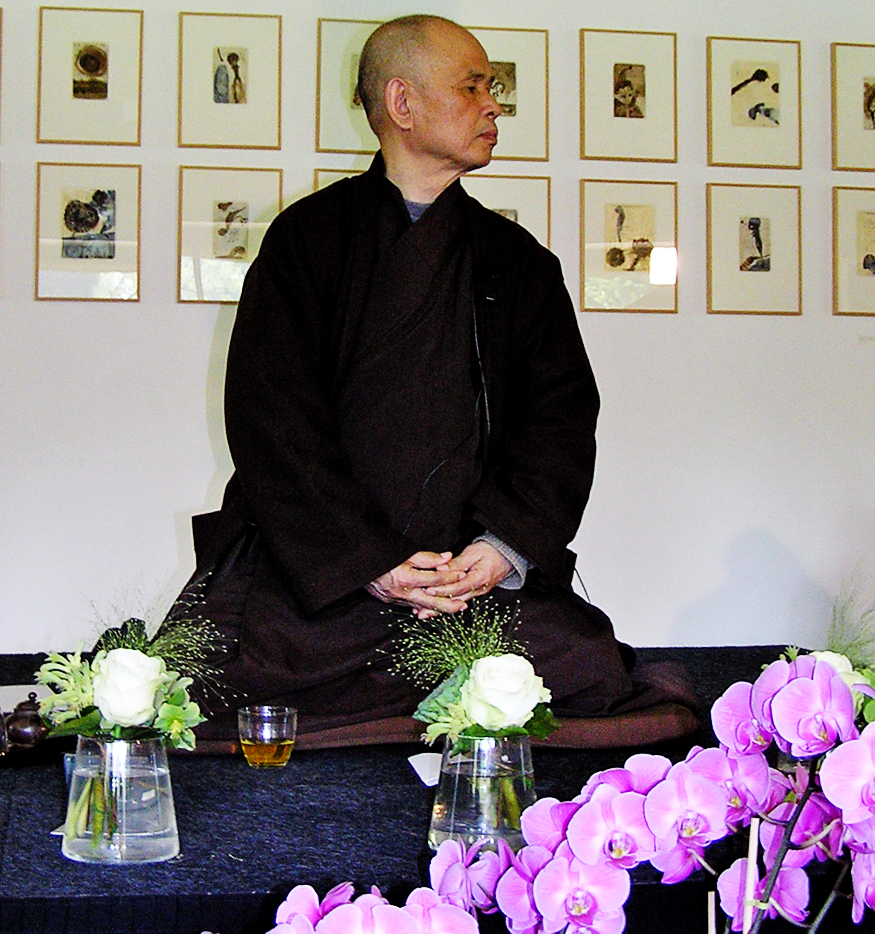
一行禪師，2006年攝於荷蘭菲赫特

因應越南局勢，他提倡入世佛教 (engaged Buddhism)，透過研究、實驗和靈活應用佛教，饒益自身與社會，實踐菩薩利生的理想，解決人民的苦困。。他將這個理念，歸功於13世紀越南國王陳仁宗，這位國王退位為僧後，創立了越南竹林禪宗。這個槪念亦受太虛大師的「人生佛教」啟發。為了強調修行在日常生活的實踐，他後來稱之為「應用佛教」(applied Buddhism) 。

### 正念學處
一行禪師將傳統的五戒，更新為「五項正念修習 （页面存档备份，存于）」，作「理解與慈愛之道」的藍本。他認為，「戒」即是正念修習，而學處(sikshapada) 這個用字，更能減少強制執行的意味。
聯合國教科文組織於2000年提出的和平與非暴力宣言 Manifesto 2000，很大程度參考了五項正念修習。 根據十善，禪師編出「十四項正念修習 （页面存档备份，存于）」，成為相即共修團的菩薩戒。 法藏部的四分律，亦被重新撰寫成現代化的梅村僧律。

### 現法樂住
1946-1949年，一行禪師就讀報國佛學院，依照《修習止觀坐禪法要》學習基本禪法，還閱讀智顗大師的《六妙法門》和《摩訶止觀》。1958年，他修習正念呼吸和步行，幫助自己走出抑鬱。1971-1973年間，一行禪師在巴黎的索邦高等研究應用學院 (École pratique des hautes études) 發現《入出息念經》。
基於出入息念、四念住、現法樂住等原始佛法，一行禪師教導正念呼吸，步行、坐禪、進食、伸展、深度放鬆、接觸大地、慈觀、五憶念等修習。
他認為，正念是停止追逐，回歸當下，體察生命美妙，滋養喜樂、輕安、慈悲。同時，對苦痛如實覺察 (recognize)、接納 (accept)、擁抱和深觀，帶來正定、正見，讓心結得到轉化和解脫，真正幸福自在。因此，現法樂住，被視為梅村第一法印。
初為沙彌時，年輕的一行禪師便獲發一本讀體律師著的《毗尼日用切要》(承襲《華嚴經•淨行品》)，讓他在順化慈孝寺，將偈頌融入早寤、聞鐘、洗面、挑水、砍柴、牧牛等日常生活之中。這些偈頌經過更新，收錄於《呼吸禪》一書。禪師的詩偈，被編成多首歌謠，如《吸進來，呼出去》、《快樂是此時此地》、《入出深慢》、《這就是淨土》、《無來無去》等，在梅村流傳。
一行禪師認為正念溝通，能為社會帶來理解和療癒，修習包括深度聆聽、真誠愛語、重新開始、六句真言等。 另外，梅村的第二法印，是「如川同流」，鼓勵僧團共修同行，不作孤立的水滳。 他鼓勵宗教之間對話理解，又嘗試化解以、巴等族群的矛盾。

### 相即
2014年，一行禪師重譯了玄奘法師所譯的《心經》，在「不生不滅」之後，加入「非有非無」，並將五蘊、十八界、十二因緣和四諦的「無」字，改為「非獨立自體」，以免修行者誤墮有、無、常、斷之邊見。
「相即」（interbeing），源於華嚴宗法藏法師《華嚴經金獅子章註》的十玄門，禪師引以解釋一切現象相融互攝，又用各種方式開示深義，例如「沒有淤泥便無蓮花」(no mud no lotus)，解釋煩惱與覺悟、苦樂不二。又以「請呼喚我的真名」(Please call me by my true names)、「太陽即是我心」(the sun my heart)，帶出萬物空而無我，互相連繫，事事無礙。「掌心含無限」，意味一即多，多即一。「雲不會死」(a cloud never dies)，解釋無相解脫門，和不生不滅之中觀思想。「有還是無，並非正確的問題」(to be or not to be, that is not the question)，總括《迦旃延經》之正見。 左右手的故事，講述無分別智。用相對論、戴維·玻姆的顯序與隱序，解釋二諦、理事無礙。河流的故事，帶出「無願」解脫門。梅村的第三法印，是諦相即、時相即 (諦時相即)。
對一行禪師而言，涅槃是萬物的本性，正如波浪本質是水，隨着觀察無常、無我、涅槃，以及空、無相、無願，修行者的所知障與煩惱障去除，便能契會真如。 他又開創不同法門，如教導簡要的五支緣起、多身、當下淨土、梅村四果、梅村教理四十諦定。

### 唯表學
一行禪師緣用瑜伽行派的「唯表學說」，解釋各種物理、生理和心理現象。他調整法相宗的51心所，並編著《唯表五十頌》。
在2014年的冬安居，他提出藏識毋須轉化，本身就是無覆無記、不垢不淨的大圓鏡智，而轉依是指放下末那識和意識的習氣，生起平等性智、妙觀察智。針對種子和現行的特性，他提出梅村第四法印 ─ 剎那異熟。

## 獲獎與殊榮
諾貝爾和平獎得主馬丁·路德·金恩以及美国哥伦比亚大学教授Horace L. Friess等曾提名禪師為1967年的諾貝爾和平獎候選人。然而，該年度並未頒出此獎。隨後，禪師獲得了1991年的良知勇氣獎（Courage of Conscience Award）。
他也曾在多部電影中現身，諸如破曉者國際影展中播放的《原諒的力量》。
一本2013年的漫畫《五種力量的秘密》（The Secret of the 5 Powers （页面存档备份，存于））中，禪師和Alfred Hassler及真空法師都是主角。
2015年獲得和平於世獎。
2017年，為表揚一行禪師多年來在推動正念、和平和喜樂所作的貢獻，香港教育大學（教大）將於2017年11月舉行的學位頒授儀式上，頒發榮譽博士銜予一行禪師。
由於禪師屆時未能親自來港出席典禮，教大2017年8月29日在禪師當時身處的泰國舉行簡單儀式，並由副校長（學術）李子建教授代表教大向禪師頒發證書及博士袍。

## 相關著作
「他的教導，對於我們的繁忙的生活以及人類本位主義的理解方式來說，是一劑至關重要的解毒藥。」－一行禪師著作的英文編輯阿諾德．卡特勒 (Arnold Kotler)
- 《見佛殺佛》（Zen Keys）
- 《活的安詳》(Being Peace)
- 《太陽我的心》(The Sun My Heart)
- 《行禪指南》(A Guide to Walking Meditation)
- 《正念的奇跡》(The Miracle of Mindfulness)
- 《般若之心》(The Heart of Understanding)
- 《佛之心法》(The heart of the Buddha's Teaching)
- 《生命的轉化與療癒》(Transformation and Healing)
- 《當下一刻、美妙一刻》(Present Moment, Wonderful Moment)
- 《祈禱的力量》(The Energy of Prayer)
- 《一行禪師講金剛經》（The Diamond That Cuts Through Illusion）
- 《一行禪師講阿彌陀經》（Finding Our True Home）
- 《一行禪師講心經》（The Other Shore: A New Translation of the Heart Sutra with Commentaries）
- 《給地球的情書》（Love Letter To the Earth）
- 《諦聽與愛語：一行禪師談正念溝通的藝術》
- 《故道白云》 （Old path white clouds：Walking in the footsteps of the Buddha）
- 跟一行禪師過日常《怎麼吃》（How to Eat）
- 跟一行禪師過日常《怎麼坐》（How to Sit）
- 跟一行禪師過日常《怎麼愛》（ How to Love）
- 跟一行禪師過日常《怎麼鬆》（How to Relax）
- 跟一行禪師過日常《怎麼走》（ How to Walk）
- 跟一行禪師過日常《怎麼吵》（How to Fight）
- 跟一行禪師過日常《怎麼看》（How to See）
- 跟一行禪師過日常《怎麼連結》（How to Connect）
- 《馴服內在之虎》（Taming the Tiger Within）
- 《好公民：打造覺悟的社會》（good citizens:creating enlightened society）
- 《回到家，我看見真心：讓家成為修行的空間》（Making Space: Creating a Home Meditation Practice）
- 《愛對了：用正念滋養的親密關係，最長久》（Fidelity: How to Create a Loving Relationship That Lasts）
- 《諦聽與愛語：一行禪師談正念溝通的藝術》（The Art of Communicating）
- 《正念的力量：一行禪師寫給忙碌現代人的生活指引》
- 《不思量的藝術：一行禪師教你以靜的力量安度紛擾與不安》（Silence: The Power of Quiet in a World Full of Noise）
- 《一行禪師談生命真正的快樂：金錢與權力能帶給你什麼？》（The Art of Power）

- 《初戀三摩地》（Cultivating the Mind of Love、The Heart of Understanding、Our Appointment with Life）
- 《心如一畝田：唯識50頌》（Understanding Our Mind：50 Verses on Buddhist Psychology）
- 《正念生活的藝術》（The Art of Living: Peace and Freedom in the Here and Now）
- 《你可以不生氣：佛陀的最佳情緒處方》（Anger：Wisdom for Cooling the Flames）
- 《呼吸禪︰一行禪師教你覺知行思的日常修行偈頌》（Peace Is Every Breath）
- 《芬芳貝葉：一行禪師1962-1966日記》（Fragrant Palm Leaves: Journals 1962-1966）
- 《活的佛陀，活的基督（Living Buddha, Living Christ）
- 《活在正念的愛裡：從慈悲喜捨的練習中，學會愛自己也愛他人》（Teachings on Love）
- 《正念擁抱大地：當我們觀想自己為一棵樹…》（The World We Have: A Buddhist Approach to Peace and Ecology）
- 《一行禪師說佛陀故事》（OLD PATH WHITE CLOUDS –Walking in the footsteps of the Buddha）
- 《一行禪師談正念工作的奇蹟：在工作裡找到成功＋快樂的模式》（Work: How to Find Joy and Meaning in Each Hour of the Day）
- 《和好：療癒你的內在小孩》（Reconciliation: Healing the Inner Child）
- 《橘子禪：呼吸，微笑，步步安樂行》（Peace Is Every Step: The Path of Mindfulness in Everyday Life）
- 《一行禪師與孩子一起做的正念練習：灌溉生命的智慧種子》（Planting Seeds: Practicing Mindfulness with Children）
- 《我真正的家，就在當下——一行禪師的生命故事與教導》（At Home in the world: Stories and Essential Teachings from a Monk’s Life）
- 《師父的僧袍：一行禪師的正念修習感悟》（My Master’s Robe: Memories of a Novice Monk）
- 《相即：入世佛教的十四項指引》

## 註記
1. ↑  .   [2024-05-25]. （原始内容存档于2024-05-25）.
2. ↑  .   [2024-05-25]. （原始内容存档于2024-05-25）.
3. ↑  .   [2024-05-25]. （原始内容存档于2024-11-14）.
4. 1 2  . 聯合新聞網. 2022-01-22  [2022-01-22]. （原始内容存档于2022-01-29）.
5. ↑  入世佛教一詞出自他早年的著作《越南：火海中的蓮花》一書。
6. 1 2 3  Nhu, Quan. . Giao Diem si重登. 2002  [2010年9月13日]. （原始内容存档于2021年2月25日）.
7. 1 2  . BBC.   [2013-06-16]. （原始内容存档于2021-03-03）.
8. ↑  Johnson, Kay. . 時代亞洲雜誌（線上版）. 2005年1月16日  [2010年9月13日]. （原始内容存档于2011年2月27日）.
9. 1 2 3 4 5 6  Dung, Thay Phap.  (PDF). 接現同修網站PDF檔. 2006  [2014年11月23日]. （原始内容存档 (PDF)于2017年8月29日）.
10. ↑  . Langmai.org. 2011-12-31  [2013-06-16]. （原始内容存档于2021-05-06） （越南语）.
11. ↑  Cordova, Nathaniel. . Woodmore Village網站的部落格. 2005  [2010年9月13日]. （原始内容存档于2013年1月12日）.
12. ↑  . UK網站接現同修社群出版.   [2010年9月13日]. （原始内容存档于2008年1月2日）.
13. ↑  .   [2022-02-24]. （原始内容存档于2022-02-24）.
14. ↑  原題，越南語：
15. ↑  原題，Vietnamese Buddhism
16. ↑  一所致力於佛法、越南文化及語言研究的機構。
17. ↑  School of Youth for Social Services
18. ↑  意指在身語意三方面體現佛法、堪為表率的人。
19. ↑  . 對話. Saigon: La Boi: 11–20. 1965  [2010年9月13日]. （原始内容存档于2006年10月27日）.，非裔美人介入越戰網站存檔
20. ↑  金恩博士在紐約市河濱教堂的演說. . 非裔美人介入越戰網站存檔. 1967-04-04  [2010年9月13日]. （原始内容存档于2006年8月20日）.
21. 1 2  馬丁·路德·金恩（書信）. . 哈特福網路出版網站存檔. 1967年1月25日  [2010年9月13日]. （原始内容存档于2021年2月25日）.
22. ↑  諾貝爾獎官網－諾貝爾和平獎的事實 （页面存档备份，存于）「被提名人姓名應在50年後才能公開，但諾貝爾和平獎委員會卻未公布每年的被提名人數。」
23. ↑  N諾貝爾獎官網－提名流程 （页面存档备份，存于）「諾貝爾基金會限制50年內不得公開或私下洩漏提名資訊。限制措施關乎被提名人和提名人，以及和獎項有關的調查和意見。」
24. ↑  Thich, Nhat Hanh.  (PDF). （原始内容 (PDF)存档于2022-08-03）.
25. ↑  . Plum Village. 2018-09-30  [2022-07-26]. （原始内容存档于2022-11-29） （美国英语）.
26. ↑  Khong, Chan; Recorded Books, Inc. .  Fourth edition. Berkeley, Calif.: Parallax Press. 2020. ISBN 978-1-946764-19-5. OCLC 1154019577. The Order of Interbeing does not consider any sutra or group of sutras as its basic scripture(s). It draws inspiration from the essence of the Buddhadharma in all sutras. It does not accept the systematic arrangements of the Buddhist teachings proposed by any school. The Order of Interbeing seeks to realize the spirit of the Dharma in early Buddhism, as well as in the development of that spirit through the history of the Sangha, and its life and teachings in all Buddhist traditions.
27. ↑  越南語：
28. ↑  Chan Khong. . Buddhist Peace Delegation. Parallax Press. ISBN 9781888375671. Thay taught a course on "The History of Buddhism in Vietnam" at the Sorbonne Ecole Pratique des Hautes Etudes, to earn enough for us to live.
29. ↑  Thich Nhat Hanh. . . Enjoy Your Sleeping Bag. ISBN 9781941529423. I found a place to teach, and I received one thousand French francs as salary every month.
30. ↑  . Youtube.
31. ↑  Thich Nhat Hanh. . . ISBN 9781888375848. Tang Hôi's parents were traders from Sogdia in central Asia who had settled in Vietnam, and Tang Hôi was born in Vietnam, became a monk in Vietnam, and studied Sanskrit and Chinese there. Before traveling to the kingdom of Wu in southern China in the year 255 to spread the Dharma, he had already taught the Dharma in Vietnam and had composed and translated many works into Chinese. He died in the kingdom of Wu in the year 280
32. ↑  Sweet Potatoes Community
33. ↑  Blue Cliff Monastery
34. ↑  Deer Park Monastery
35. ↑  European Institute of Applied Buddhism
36. ↑  .   [2013年3月9日]. （原始内容存档于2013年2月24日）.
37. ↑  網路資料. .   [2013年3月18日]. （原始内容存档于2013年3月12日）.
38. ↑  越南語：
39. ↑  越南語：
40. ↑  越南語：
41. 1 2  . deerparkmonastery.org.   [2020-09-20]. （原始内容存档于2013-01-15）.
42. ↑  .   [2013年3月11日]. （原始内容存档于2013年5月30日）.
43. ↑  . Faithandpolitics.org. 2013-05-14  [2013-06-16]. （原始内容存档于2021-02-25）.
44. ↑  Frank Bures. . Csmonitor.com.   [2013-06-16]. （原始内容存档于2021-02-11）.
45. ↑  . Buddhistchannel.tv. 2007-10-20  [2013-06-16]. （原始内容存档于2021-02-25）.
46. ↑  Warth, Gary. . 《北郡時報》(重刊於佛教頻道的新聞網). 2005  [2010年9月13日]. （原始内容存档于2021年2月27日）.
47. ↑  該會不被越南政府承認
48. ↑  . Thich Vien Dinh的一封信，佛教頻道新聞網報導. 民主、人權和勞工局（英语：Bureau of Democracy, Human Rights, and Labor），2005年公布. 2005  [2010年9月13日]. （原始内容存档于2021年2月25日）.
49. ↑  . 美國國務院. 2005  [2010年9月13日]. （原始内容存档于2012年1月13日）.
50. ↑  執行董事Kenneth Roth. . Vol.7, No.4. 人權觀察. 1995  [2010年9月13日]. （原始内容存档于2021年3月8日）.
51. 1 2  Johnson, Kay. . 時代雜誌（線上版，3/7/2007檢索）. 2007年3月2日  [2010年9月13日]. （原始内容存档于2007年11月22日）.
52. ↑  Great Chanting Ceremonies
53. ↑  Grand Requiem For Praying
54. ↑  . 哈芬登郵報.   [2015-09-04]. （原始内容存档于2019-06-14）.
55. ↑  .   [2014年11月12日]. （原始内容存档于2019年8月29日）.
56. ↑  .   [2014年11月13日]. （原始内容存档于2016年3月6日）.
57. 1 2  梅村僧團. . 梅村. 2015年4月6日  [2015年4月12日]. （原始内容存档于2016年3月4日）.
58. ↑  .   [2015年7月14日]. （原始内容存档于2019年6月23日）.
59. 1 2  . 越通社. 2022-01-24  [2022-01-24]. （原始内容存档于2022-04-20）.
60. ↑  . BBC News. 2022-01-22  [2022-01-22]. （原始内容存档于2022-01-22）.
61. ↑  . Lion's Roar.   [2023-12-20]. （原始内容存档于2024-04-05）. What I’ve been doing is presenting the teachings of original Buddhism in a Mahayana spirit. Mahayana Buddhism has a very open view, not restricted, and it is wonderful to study original Buddhism with that kind of spirit. When you use Mahayana eyes in order to inquire into original Buddhism, you can discover so many things, much deeper things. You realize that all the great teachings of Mahayana can be found in the original teaching. The great ideas of Mahayana are already there. The seeds are already there in original Buddhism.
62. ↑  Thich Nhat Hanh. .  (PDF). Lá Bối. : 96  [2022-08-03]. （原始内容存档 (PDF)于2022-08-03）. Điều 2: Tôn chỉ của Dòng Tiếp Hiện là hiện đại hóa đạo Bụt bằng cách nghiên cứu, thực nghiệm và áp dụng đạo Bụt một cách linh động, hữu hiệu vào đời sống mới của bản thân và xã hội với chí nguyện bồ tát lợi sinh
63. ↑  Khong, Chan; Annabel, Laity. .  Fourth edition. Berkeley, Calif.: Parallax Press. 2020. ISBN 978-1-946764-19-5. OCLC 1154019577. 2. The aim of the Order is to actualize Buddhism by studying, experimenting with, and applying Buddhism in modern life, with a special emphasis on the bodhisattva ideal.
64. ↑  McMahan, David L.《佛教現代化的產製》。牛津大學出版社：2008 ISBN 978-0-19-518327-6 pg 158
65. ↑  . UNESCO digital library.   [2022-08-03]. （原始内容存档于2022-07-29）.
66. ↑  . 梅村.   [2022-08-03]. （原始内容存档于2022-11-14）.
67. ↑  . Làng Mai.   [2022-08-03]. （原始内容存档于2022-07-27）. Định đề 12 Giới cũng là niệm. Giới luật và uy nghi là biểu hiện cụ thể của chánh niệm. 戒即是念，戒律和威儀是正念的具體表現. Định đề 13 Cần hay tinh tấn cũng là giới, và vì vậy cũng là niệm. Right diligence is also a precept and therefore is also mindfulness. 勤或精進同是戒，故亦是念
68. ↑  Nhat Hanh, Thich.  (PDF). Parallax Press. 2004  [2023-12-20]. （原始内容存档 (PDF)于2023-01-18）.
69. ↑  Thich Chan Phap Kham. . Plum Village Hong Kong. 2025: 11–12. Thay first learned basic practice of meditation, which includes stopping (samatha) and looking deeply (vipassana), from the book The Minor Stopping and Looking Deeply by Master Zhi-yi of the Tian-tai School when he was a novice monk, while attending Bao Quoc Buddhist Institute from 1946-1949. Thay also learned the Six Wonderful Dharma Doors and the Great Stopping and Looking Deeply, also written by Master Zhi-yi. In 1958, Thay used mindful breathing and walking to heal himself from serious illness, using a new walking meditation method that Thay devised to combine mindful breathing and footsteps.  From 1971-1973, while teaching at École pratique des hautes études, Thay discovered the full test the Discourse on Mindfulness of Breathing for the first time.
70. ↑  Nhất Hạnh, Thích. .  20th anniversary ed. Berkeley, Calif.: Parallax Press. 2008. ISBN 978-1-935209-26-3. OCLC 647906962.
71. ↑  Thich, Nhat Hanh. .   [2022-07-22]. （原始内容存档于2022-01-08）.
72. ↑  釋, 一行. .   [2022-07-22]. （原始内容存档于2022-02-19）.
73. ↑  . 梅村課誦本經文.   [2023-12-20]. （原始内容存档于2023-12-20）.
74. ↑  . 梅村課誦本經文.   [2023-12-20]. （原始内容存档于2023-12-20）.
75. ↑  Thich, Chan Khong. . Parallax Press. 2012. ISBN 1937006271.
76. ↑  Nhat Hanh, Thich. . Parallax Press. 2005. ISBN 1888375914.
77. ↑  . Order Of Interbeing.   [2022-08-03]. （原始内容存档于2018-12-17）. The basic practice of Source Buddhism is the Four Domains of Mindfulness which has the function to recognize and transform the habit energies and fully realize the Seven Factors of Enlightenment and the Noble Eightfold Path.
78. ↑  釋, 一行; 方, 怡蓉. . Tai bei shi: 橡實文化出版. 2017. ISBN 978-986-83880-2-4. OCLC 813909187.
79. ↑  . Plum Village. 2020-12-02  [2022-07-29]. （原始内容存档于2022-07-26） （中文（繁體））.
80. ↑  讀體.  (PDF). 中華電子佛典協會.
81. ↑  失. . 由實叉難陀翻译. 中華電子佛典協會.   [2022-08-03]. （原始内容存档于2022-10-05）.
82. ↑  釋, 一行. . 由劉, 珍翻译. 自由之丘. 2022  [2022-08-03]. ISBN 9789860650587. （原始内容存档于2022-07-29）.
83. ↑  .   [2022-08-03]. （原始内容存档于2022-08-10）. 向前或向後走時，比丘覺知自己向前或向後走。向前或向後望、彎曲或伸展肢體時，他亦了了分明地覺知。穿衣持缽時，他了了分明地覺知。吃、喝、咀嚼及感受味覺時，他了了分明地覺知。大便、小便時 , 他了了分明地覺知。行走、站立、坐著、入睡、醒來、說話、沉默時，他亦了了分明地覺知 。
84. ↑  Thich, Nhat Hanh.  第三版. Parallax Press. 2022  [2022-08-03]. ISBN 9781952692239. （原始内容存档于2022-07-29）.
85. ↑  . 三輪車雜誌.   [2022-08-03]. （原始内容存档于2022-07-06）. He asked his monk attendant to read to him the Thai edition of Thich Nhat Hanh's Present Moment Wonderful Moment.
86. ↑   (PDF).   [2023-12-20]. （原始内容存档 (PDF)于2024-01-24）.
87. ↑  Chan Khong, Thich. . Parallax Press. 2014. ISBN 1937006824.
88. ↑  釋, 真法印.  (PDF). （原始内容存档于2022-08-03）.
89. ↑  Nhat Hanh, Thich. . Penguin Publishing Group. 2007. ISBN 159448239X.
90. ↑  Nhat Hanh, Thich. . Parallax Press. 2001. ISBN 1888375450.
91. ↑  .   [2022-08-03]. （原始内容存档于2022-10-27）.
92. ↑  Williams,Paul。《大乘佛教：教義基礎》二版 Taylor & Francis，1989，頁144
93. ↑   (PDF).   [2022-08-03]. （原始内容存档 (PDF)于2022-11-28）. 雜阿含262經
94. ↑  梅村四法印|一行禪師開示10.05.2012. Youtube. 1) 我已到了，已到家了, 2) 去如一川, 3) 諦時相即, 4) 剎那異熟
95. ↑  Làng Mai nhìn núi Thứu. Làng Mai. "三法印是無常、無我、涅槃。我們可以說四法印或五法印，惟條件是法印中必須有涅槃"
96. ↑  . Làng Mai.   [2022-08-03]. （原始内容存档于2022-07-27）. Tenet 40: The teachings on impermanence, non-self, interdependence, emptiness, signlessness, aimlessness, mindfulness, concentration, insight, etc. constitute the heart of the Buddhist wisdom.
97. ↑  Nhat Hanh, Thich. . HarperCollins. 2017. ISBN 0062434721.
98. ↑  . Applied Buddhism.[]
99. ↑  . THICH NHAT HANH DHARMA TALKS.   [2022-08-03]. （原始内容存档于2022-05-28）.
100. ↑  . 由陳, 麗舟翻译. 商周出版. 2018. ISBN 978-986-477-385-5. OCLC 1039089203.
101. ↑  .   [2022-07-26]. （原始内容存档于2018-12-17） （美国英语）. 22. The Buddha has many bodies: the body of a living being, the Dharmabody, the body outside of the body, the Sanghabody, the continuation body, the Dharma-realm body, and the true nature of the Dharma-realm body. Since human beings can become Buddha, they also have all these bodies.
102. ↑  . web.archive.org. 2021-01-25  [2022-07-26]. （原始内容存档于2021-01-25）.
103. ↑  . Thich Nhat Hanh Dharma Talks. 2011-01-30  [2022-07-29]. （原始内容存档于2022-07-29） （美国英语）. 1)我到了到家了, 2) 安住, 3) 相即, 4) 無生無滅
104. ↑  Thích, Nhất Hạnh. . Làng Mai. 2013  [2022-08-03]. （原始内容存档于2022-08-15）.
105. ↑  .   [2022-07-26]. （原始内容存档于2022-08-03） （美国英语）.
106. ↑  唯識(vijnana-matra)，又名唯表(vijnapti-matra)，即表現(manifestation)之意，禪師選用後者，以避免落入唯物和唯心(理想主義)二邊。《唯表五十頌》繼承無著、世親的《俱舍論》《唯識二十頌》《唯識三十頌》、玄奘的《八識規矩頌》、法藏的《華嚴探玄記》等，教導六識、藏識、情識，種子學說、三境、三量、三性、三自性等。
107. ↑  . Plum Village. 2020-08-26  [2022-07-26]. （原始内容存档于2022-08-24） （中文（繁體））.
108. ↑  釋, 一行. . 由觀, 行者翻译. 橡樹林. ISBN 9789865613594.
109. ↑   . Mindfulness Academy. （原始内容存档于2022-08-03）.
110. ↑  .   [2024-05-25]. （原始内容存档于2024-11-14）.
111. ↑  . 諾貝爾媒體.   [2012年8月13日]. （原始内容存档于2013年5月17日）.
112. ↑  和平修道院良知勇氣獎獲獎人一覽 的存檔，存档日期2014-01-15.
113. ↑  . 破曉者國際影展 (DBIFF). 2009年12月5日  [2010年9月13日]. （原始内容存档于2012年3月10日）.
114. ↑  Sperry, Rod Meade, , 香巴拉太陽（英语：Shambhala Sun）, 2013年5月, 21 (5): 68–73
115. ↑  Diocese of Davenport. . 2015年10月23日. （原始内容存档于2017年3月16日）.
116. ↑  香港教育大學. . 2017年8月29日. （原始内容存档于2020年10月19日）.
117. ↑  香港教育大學. . 2017年8月29日. （原始内容存档于2019年6月14日）.

## 外部鏈接
- 法國梅村正念修習中心
- 德國歐洲應用佛學院 （页面存档备份，存于）
- 亞洲應用佛學院 梅村香港基金會 （页面存档备份，存于）
- 美國加州鹿苑寺 （页面存档备份，存于）
- 美國紐約碧巖寺 （页面存档备份，存于）
- 泰國梅村 （页面存档备份，存于）
- 梅村接現同修英文網站 （页面存档备份，存于）
- 一行禪師文集 （页面存档备份，存于） 七葉佛教書舍
- 一行禪師的五項正念修習 （页面存档备份，存于）及菩薩14戒 （页面存档备份，存于）
- 一行禪師相關紀錄片《原諒的力量 （页面存档备份，存于）》、《我們都是一體的 （页面存档备份，存于）》
- 一行禪師及真空法師漫畫《五種力量的秘密 （页面存档备份，存于）》
- 一行禪師率僧團唱頌梵唄 （页面存档备份，存于）